# 莫尔德河
莫尔德河（法語：Mauldre，法語發音：[moldʁ]）是法国的一条河流，是塞纳河的左支流，长34.7千米，流域面积411.3平方千米，流经有着共40万居民的66个市镇。该河发源自圣雷米洛诺雷，于埃波讷附近汇入塞纳河。   